# Hugo Vetlesen
Hugo Vetlesen (* 29. Februar 2000 in Braine-l’Alleud) ist ein norwegischer Fußballspieler. Der Mittelfeldspieler steht seit Sommer 2023 beim FC Brügge in der belgischen Division 1A unter Vertrag.

## Karriere

### Verein
Vetlesen begann mit dem Fußballspielen bei Haslum IL, später wechselte er in die Jugendabteilung von Stabæk Fotball. Zu Beginn der Spielzeit 2017 debütierte er wenige Wochen nach seinem 17. Geburtstag in der höchsten Spielklasse, als er zum Saisonauftakt am 2. April beim 3:1-Erfolg über den Aalesunds FK in der Startelf stand. Unter Trainer Toni Ordinas war er über weite Strecken der Spielzeit sowie im folgenden Jahr Stammspieler. Nachdem der Klub im Sommer 2018 im Abstiegskampf den Trainer gewechselt hatte, rückte Vetlesen unter Henning Berg zeitweise ins zweite Glied. Im Rückspiel der Relegation gegen Aalesunds FK kam er als Einwechselspieler für Franck Boli aufs Feld und erreichte mit dem Klub aufgrund des 1:0-Hinspielerfolgs mit einem 1:1-Remis den Klassenerhalt. Unter Trainer Jan Jönsson war er wieder Stammspieler.
Im Sommer 2020 wechselte Vetlesen innerhalb der Eliteserie zum FK Bodø/Glimt, bei dem er einen bis Ende 2023 laufenden Vertrag unterzeichnete. Bis zum Ende der Spielzeit 2020 trug er in acht Spielen – dabei je ein Startelfeinsatz gegen Aalesunds FK und Start Kristiansand – zum Gewinn des Meistertitels bei. Zu Beginn des folgenden Jahres weiterhin vornehmlich Einwechselspieler, rückte er im Sommer zeitweise in die Startelf. Unter anderem stand er in beiden Duellen gegen Legia Warschau im Rahmen der Qualifikation zur UEFA Champions League 2021/22 auf dem Platz, die beide verloren wurden. Die Qualifikation zur UEFA Europa Conference League 2021/22 verlief dagegen erfolgreicher; in der Gruppenphase blieb er mit der Mannschaft zudem bei je drei Siegen und drei Unentschieden – darunter ein 6:1-Erfolg gegen AS Rom – ohne Niederlage.
Zum Ende der Spielzeit 2021 verteidigte er mit der Mannschaft den Meistertitel in Norwegen. Während der Spielbetrieb in Norwegen noch ruhte, zog er mit dem Klub nach Erfolgen über Celtic Glasgow und AZ Alkmaar ins Viertelfinale der UEFA Europa Conference League ein, in dem sich dieses Mal der spätere Titelträger AS Rom durchsetzte. Mittlerweile war Vetlesen dauerhaft Stammspieler und erreichte mit dem Klub nach dem Ausscheiden in der Qualifikation zur UEFA Champions League 2022/23 gegen Dinamo Zagreb die Gruppenphase der Europa League. Dort erreichte man den dritten Platz und qualifizierte sich für die Zwischenrunde der UEFA Europa Conference League gegen Lech Posen. Hier schied der Verein nach einem torlosen Remis und einer 0:1-Niederlage aus. 
Für seine Leistungen in der Saison 2022 wurde er zum norwegischen Spieler der Jahres gewählt.
In der Saison 2023 bestritt Vetlesen elf von 13 möglichen Ligaspielen, in denen er drei Tore schoss, sowie drei Pokalspiele. Anfang Juli 2023 wechselte er zum belgischen Erstdivisionär FC Brügge, bei dem er einen Vertrag bis zum Ende der Saison 2026/27 unterschrieb. In seiner ersten Saison bestritt er 37 von 40 möglichen Ligaspielen, in denen er drei Tore schoss, drei Pokalspiele mit zwei Toren und 16 Spiele im Europapokal mit ebenfalls zwei Toren. Er wurde mit dem FC Brügge belgischer Meister. In der nächsten Saison waren es 29 von 40 möglichen Ligaspielen, in denen er zwei Tore schoss, vier Pokalspiele, sieben Spiele in der Champions League sowie das verlorene Spiel um den belgischer Supercup.

### Nationalmannschaft
Von 2016 bis 2022 absolvierte Vetlesen insgesamt 38 Partien für diverse norwegische Jugendnationalmannschaften und erzielte dabei drei Treffer. Mit der U-19 nahm er 2019 an der Europameisterschaft in Finnland teil und mit der U-20-Auswahl bestritt er die Weltmeisterschaft 2019 in Polen. Am 20. November 2022 debütierte er dann für die A-Nationalmannschaft in einem Testspiel gegen die Finnland. Beim 1:1-Unentschieden vor heimischem Publikum in Oslo wurde Vetlesen in der 66. Minute für Mohamed Elyounoussi eingewechselt.

## Erfolge
- Norwegischer Meister: 2020, 2021
- Norwegischer Spieler des Jahres: 2022
- Belgischer Meister: 2023/24
- Belgischer Pokalsieger: 2024/25